# Retinosquise
Retinosquise ou retinosquisis juvenil, também conhecida como XLRS1,[carece de fontes?] é uma doença congênita ocasionada pela divisão da retina, as fibras nervosas ficam separadas do restante da retina. A doença é rara e hereditária.

## Prevalência
Entre 1 em 5.000 e 1 em 25.000 por todo o mundo.

## Descrição clínica
É uma doença macular bilateral simétrica com início na primeira década de vida. Manifesta-se com visão fraca e dificuldades de leitura. Os casos graves podem levar à deficiência visual ou cegueira. Em estágios mais avançados da doença podem ocorrer hemorragia vítrea, descolamento da retina e glaucoma neovascular, que pode induzir uma perda grave da visão.

## Diagnóstico
Pode ser feito clinicamente, com base na aparência do fundo ocular. O diagnóstico da doença geralmente é feito durante um exame da segmento posterior do olho, onde quaisquer fissuras podem ser vistas. Uma ferramenta diagnóstica é a tomografia de coerência óptica (OCT), que usa ondas de luz para criar imagens da retina e se baseia na oftalmoscopia com depressão escleral e exame de lentes de contato. O outro olho também deve ser examinado. A tomografia de coerência óptica mostra áreas de esquise na região macular. Pode ser feita também uma análise genética molecular por sequenciação direta do gene RS1 que detecta mutações em cerca de 90% dos doentes.

## Testes
Os testes são:[carece de fontes?]
- Teste de acuidade visual;
- Teste de campo de visão;
- Oftalmoscopia com dilatação;
- Exame com lâmpada de fenda.

## Diagnóstico diferencial
O diagnóstico diferencial inclui retinite pigmentosa e síndrome de Goldmann-Favre, herança autossômica recessiva, cegueira noturna severa, retinopatia pigmentosa e ondas aeb reduzidas[carece de fontes?] no eletrorretinograma (ERG) ajudam a distinguir a síndrome de Goldmann-Favre de XLRS.

## Tipo de herança
Ligado ao gene X recessivo, o OXJR recessivo é causado por alterações genéticas ou mutações durante o desenvolvimento fetal. No sexo feminino, as portadoras da doença não desenvolverão sintomas, se obtiverem o gene problemático de um de seus pais. No sexo masculino, os portadores da doença desenvolverão sintomas.[carece de fontes?]
Se o gene tiver origem materna, há 50% de hipóteses dos filhos terem a doença. Os homens só transmitem o gene às filhas.[carece de fontes?]

## Genes envolvidos e sua descrição
A retinosquise juvenil é transmitida à família por meio de um modelo genético ligado ao cromossoma X. O gene da doença está localizado no cromossoma X. As mulheres têm dois cromossomas X, onde um deles pode ter o gene da doença.
Existem descrições de mutações no gene XLRS, que codifica a retinosquisina, proteína que proporciona adesão e interação entre as células e entre as camadas da retina. Seu defeito ou falta de secreção pode reduzir a adesão entre a camada de fibras nervosas e o resto da retina sensorial, formando um cisto.

## Proteínas codificadas pelos genes e sua função
A doença é causada por mutações no gene RS1, incluindo mutações missense, nonsense e splicing, deleções e inserções. RS1 codifica retinoquisina, uma proteína de adesão que se acredita estar envolvida na integridade estrutural e funcional da retina.